# Comuna Cotiujenii Mari, Șoldănești
Comuna Cotiujenii Mari este o comună din raionul Șoldănești, Republica Moldova. Este formată din satele Cotiujenii Mari (sat-reședință), Cobîlea (loc. st. c. f.) și Cușelăuca.

## Demografie
Conform datelor recensământului din 2014, comuna are o populație de 3.141 de locuitori. La recensământul din 2004 erau 3.657 de locuitori.

## Administrație și politică
Componența Consiliului local Cotiujenii Mari (13 consilieri), ales la 5 noiembrie 2023, este următoarea:
|  | Partid                                        | Consilieri | Componență | Componență | Componență | Componență | Componență | Componență | Componență | Componență |
|  | --------------------------------------------- | ---------- | ---------- | ---------- | ---------- | ---------- | ---------- | ---------- | ---------- | ---------- |
|  | Partidul Dezvoltării și Consolidării Moldovei | 8          |            |            |            |            |            |            |            |            |
|  | Partidul Acțiune și Solidaritate              | 4          |            |            |            |            |            |            |            |            |
|  | Partidul Socialiștilor din Republica Moldova  | 1          |            |            |            |            |            |            |            |            |